# Пилипенко Михайло Федорович
Михайло Федорович Пилипенко (біл. Міхаіл Фёдаравіч Піліпенка, рос. Михаил Фёдорович Пилипенко, 19 травня 1936 р., с. Нежихов Брагінського района — 6 квітня 2025) — білоруський етнолог, етнограф, історик, доктор історичних наук, професор, член-кореспондент НАНБ.

## Життєпис
Народився в селянській родині.
Навчався в Мозирському педагогічному училищі (зараз — Мозирський державний педагогічний університет).
У 1956 р. вступив на історичний факультет Білоруського державного університету. Після чого працював учителем історії Мамайскої восьмирічної школи Глибоцького району Вітебської області, а потім у Каплічській середній школі на Гомельщині.
Закінчив аспірантуру Московського державного університету.
У 1964–1967 р. працював викладачем (з 1977 р. — доцентом) на історичному факультеті Білоруського державного університету.
У 1991 р. почав працювати в Інституті мистецтвознавства, етнографії та фольклору (ІМЕФ) НАНБ.
У 1993 р. захистив докторську дисертацію.
У 1994 р. обраний на члена-кореспондента Національної академії наук Білорусі.
У 1995 р. — став професором.
У 1991–1993 роки — був завідувачем відділу етнографії ІМЕФ.
У 1994–2004 рр. — був директором Інституту (ІМЕФ).
Від 2004 р. — головний науковий співробітник.
Займався проблемами білоруської традиційної культури та етногенезу білорусів. 
Досліджував проблеми етногенезу та етнічної історії білоруського народу, питання історії білоруського етнології та фольклористики, сімейних відносин, весільних звичаїв і обрядів білоруського селянства, народних релігійних вірувань.

## Праці
Автор більше ста наукових праць.
- «Паходжанне і сацыяльная сутнасць сімвалічных выкупаў у беларускай вясельнай абраднасці», 1969 г.
- «Сляды родавай арганізацыі ў вясельных звычаях славянскіх народаў», 1969 г.
- «Сям'я і шлюб у беларускіх сялян у другой палове ХІХ — пачатку ХХ ст.», 1970 г.
- «З гісторыі вывучэння беларускай этнаграфіі і фальклору», 1970 г.
- співавтор колективних робіт «Гістарычнае краязнаўства Беларусі», 1980 г.
- «Этнаграфія Беларусі» (1980) // «Этнография Беларуси». — г. Минск: «Вышэйшая школа», 1981 г. — 192 с.
- «Роля эвалюцыі і дыфузіі ў гісторыі традыцый», 1990 г.
- «Узнікненне Беларусі: новая канцэпцыя» // «Возникновение Белоруссии: новая концепция». — г. Минск: «Беларусь», 1991 г. — 142 с.
- «Беларуская традыцыйная культура як феномен еўрапейскай цывілізацыі», 1995 г.
- «Народная педагогіка беларусаў», 1996 г.
- «Беларусы», 1998 г.
- «Беларусь на мяжы тысячагоддзяў», 2000 г.
- «Беларусы. Т. 4. Вытокі і этнічнае развіццё», 2001 г.
- «Беларусы. Т. 5. Сям'я», 2001 г.
- «Беларусы. Т. 6. Грамадскія традыцыі», 2002 г.
- «Прынцыпы класіфікацыі вясельнай абраднасці беларусаў»